# Болдятское озеро
Болдятское озеро — озеро в городском округе Богданович Свердловской области, Россия.

## Географическое положение
Озеро Болдятское расположено в муниципальном образовании «городской округ Богданович» Свердловской области на границе с Курганской областью, в 8 километрах к востоку-юго-востоку от села Гарашкинское. В западной части озера расположено Пышминское болото. Озеро площадью 0,2 км² с уровнем воды 154,9 метра. Из озеро имеется сток в реку Крестовка (правый приток реки Суварыш, бассейн реки Исеть).

## Описание
Озеро — проточное. В окрестностях озера расположены леса, местами берега озера заболочены.